# Moshe David Gaon
Moshe David Gaon ( en hebreo: משה דוד גאון‎ Travnik; 6 de septiembre de 1889 – Jerusalén, 8 de octubre de 1958)  fue un historiador judío bosnio, erudito del mundo sefardí, bibliógrafo, educador, periodista y poeta. Fue uno de los pioneros de la cultura ladina en Israel y el padre del empresario Benny Gaon y Yehoram Gaon.

## Primeros años y carrera
Gaon nació en Travnik, entonces bajo administración austrohúngara (ahora Bosnia y Herzegovina), hijo de Chacham David y Rivka Gaon, judíos sefardíes, sabios de Porat Yosef y Beit El, dos yeshivá en la Ciudad Vieja de Jerusalén. Su familia desciende de españoles expulsados a la región de los Balcanes después de la Inquisición. En su juventud estudió en escuelas talmúdicas y públicas.
Cuando cumplió 18 años, Gaon se fue a Viena con la intención de continuar sus estudios, pero terminó uniéndose a una asociación académica con otros inmigrantes balcánicos. Cerca del final de la Primera Guerra Mundial, emigró a Israel, sirvió un año en el ejército otomano en Beer Sheva y luego estudió en el Seminario de Maestros de Ezra. Al estallar la Guerra de las Lenguas, se unió a los huelguistas y completó sus estudios en el Seminario Beit Hakerem bajo la guía de David Yellin.
En 1921 visitó la recién formada Yugoslavia y regresó a Jerusalén con sus padres. Se convirtió en el director del Talmud Torá en Esmirna y publicó una revista en hebreo, Hevranu, para ayudar a sus estudiantes a aprender.
En los años siguientes, tras su regreso a Israel, Gaon ocupó diversos cargos en las oficinas de dirección de los movimientos sionistas en Jerusalén. Fue uno de los miembros del partido Hapoel Hatzair hasta su fusión con Ahadot Ha'Avoda en 1930.
Durante varios años trabajó como reportero para varios periódicos internacionales en ladino, entre ellos: Il Avinir y La Ipoca en Salónica, Hashofer en Plovdiv y Il Judio en Constantinopla . Más tarde en su carrera, escribió artículos para Harut.
Gaón fue el primer maestro de los niños de Motza . El aula estaba ubicada en la antigua sinagoga de Motza, pasaba tiempo en Motza durante la semana para enseñar y regresaba en Shabat a Jerusalén. Enseñó durante 4 años.
En 1928 viajó a Buenos Aires, donde colaboró en la edición de la "Escena Hebrea" y ejerció como docente en la escuela de la comunidad judía marroquí de la ciudad. Regresó al año siguiente a Israel y fue invitado a servir como secretario general del Consejo de la Comunidad Sefardí en Jerusalén, cargo que ocupó hasta su muerte en 1958.
Gaon fue uno de los activistas de la Histadrut HaSephardim (más tarde Comunidades Sefardíes y Orientales) y luego de la Federación Sefardí Mundial como miembro de la junta directiva.
Era conocido como un Talmid Chakham y un multidisciplinario, aunque su disciplina principal era el estudio del judaísmo oriental en la tierra de Israel y en la diáspora. Publicó numerosos estudios que forman la base del estudio de la historia de los judíos de España. Su obra magna es "Los judíos de Oriente en la tierra de Israel: pasado y presente", en dos volúmenes, que se publicó en 1928. También escribió varios poemas en ladino y recopiló muchos periódicos ladinos, escribiendo una bibliografía sobre la prensa ladina. Por su inclinación a estudiar los periódicos de Oriente, publicó numerosos artículos bibliográficos sobre el tema en colecciones sobre la historia de la prensa palestina, editadas por David Yudelwitz y Zalman Pevsner.

## Vida personal
Gaon se casó con Sarah ben Binyamin Hakim, originaria de Esmirna. Tuvieron 4 hijos, dos hijas: Kalila y Yigal, y dos hijos, los empresarios Benny Gaon y Yehoram Gaon . Murió el 8 de octubre de 1958 y está enterrado en Har HaMenuchot.

## Conmemoración
- Tiene una calle que lleva su nombre en el barrio de Mekor Baruch, en el noroeste de Jerusalén.
- Su hijo Benny fundó en su nombre el Centro Moshe David Gaon para la Cultura Ladina en la Universidad Ben-Gurion del Néguev.
- Su archivo personal se conserva en la Biblioteca Nacional de Israel.

## Obras
- Gaon, Moses David (1928). יהודי המזרח בארץ ישראל - חלק א [Oriental Jews in the Land of Israel: Past and Present] (en hebreo). I-II. Jerusalem: he.